# Mariavitismo
I mariaviti (dal latino "imitatori" della vita di Maria) sono una confessione religiosa nata nel seno della Chiesa cattolica in Polonia a cavallo dei secoli XIX e XX.
La loro dottrina religiosa si basa, al di là della Bibbia e della Tradizione, anche sulle rivelazioni di suor Maria Franciszka Kozłowska (al secolo Feliksa). Nelle rivelazioni che avrebbe ricevuto da Cristo, raccolte insieme sotto titolo di Opera di Grande Misericordia, si afferma che l'umanità deve dedicarsi alla continua adorazione del santissimo Sacramento e che la maggior parte del clero cattolico romano, corrotto e demoralizzato, avrebbe perso la grazia di Dio.

## Storia
Il mariavitismo va considerato nel contesto storico in cui è nato: un Paese cattolico sotto il dominio di un Impero impegnato a promuovere l'ortodossia, una forte religiosità popolare e, insieme a questa, certi fenomeni negativi nelle file del clero quali la corruzione, dissolutezza, scarso impegno pastorale.
Nel 1903, davanti al vescovo di Płock Jerzy Józef Elizeusz Szembek, la Kozłowska rese note le sue rivelazioni e la vicenda trovò il seguito in Vaticano. Intanto la suora raccolse attorno a sé un certo numero di preti cattolici alla ricerca di una spiritualità più profonda e autentica, spesso delusi dei rapporti all'interno della Chiesa ufficiale.
Spiccava tra di loro Jan Maria Michał Kowalski che, insieme a Kozłowska, fondò una congregazione di preti, chiamati appunto mariaviti. In un primo momento la loro attività, volta ad elevare il livello spirituale del clero diocesano, fu valutata positivamente dalle autorità ecclesiastiche. Ben presto però sorsero dei disaccordi tra i mariaviti e le gerarchie preoccupate del troppo zelo e la troppa indipendenza dei membri del movimento. Com'era facile da prevedere, la reazione del papa Pio X fu tutt'altro che positiva. Egli dispose infatti di sospendere l'attività della congregazione dei mariaviti e di non diffondere le rivelazioni di Kozłowska. In tale situazione, nel 1906, la fondatrice del movimento che registrava sempre più adesioni, si recò a Roma, in compagnia di Kowalski, per spiegare personalmente a Pio X le proprie idee religiose. 
Tuttavia all'incontro con il pontefice seguì la scomunica nominativa di entrambi, mentre agli altri mariaviti furono lasciati ancora venti giorni perché si avvedessero.
Fu questo l'inizio di una massiccia campagna diretta ad annientare il movimento che rischiava intanto di egemonizzare la vita spirituale di una buona porzione dei polacchi. Su richiesta dei vescovi le autorità russe, avvalendosi della polizia e dell'esercito, cacciarono i mariaviti dalle chiese e dalle canoniche. Ciò nonostante i 33 sacerdoti, tutte le suore e i quasi 44 000 fedeli laici non si diedero per vinti, trasformando l'Associazione cattolica dell'adorazione perpetua in Chiesa cattolica dei mariaviti. Gli aderenti alla Chiesa continuavano a sottolineare che la loro comunità non costituiva una nuova fede religiosa a sé stante, essendo nient'altro che una comunità raggruppante i cattolici mariaviti.

## Giurisdizioni
Attualmente esistono 4 Chiese mariavite mutuamente indipendenti:
- la Chiesa vetero-cattolica mariavita (la Chiesa originaria, membro dell'Unione di Utrecht tra il 1909 e il 1924, riammessa nel 2014)
- la Chiesa cattolica mariavita (nata per scissione dalla precedente nel 1935)
- l'Ordine della Chiesa mariavita in Germania - giurisdizione extraterritoriale (nato negli anni sessanta per scissione dalla precedente)
- la Chiesa vetero-cattolica mariavita - Provincia del Nord America (nato da una scissione della Chiesa cattolica mariavita nel 1972)